# Rosalie Blum
Pour les articles homonymes, voir Blum.
Pour le film, voir Rosalie Blum (film).
Rosalie Blum est le personnage éponyme d’une série d'albums de bande dessinée, écrite et dessinée par Camille Jourdy.
La série est adaptée au cinéma en 2015 par Julien Rappeneau. Les trois personnages principaux sont joués par Noémie Lvovsky, Kyan Khojandi et Alice Isaaz.

## Synopsis
Vincent Machot connaît une vie somme toute assez banale, partagée entre son salon de coiffure, son cousin, séducteur invétéré, son chat, et sa mère bien trop envahissante. D'un naturel très réservé, sa vie sentimentale se limite à des rendez-vous ratés avec son amie partie à Paris depuis des mois et qui ne cherche qu'à l'éviter. Il rencontre par hasard Rosalie Blum, gérante d'un petit commerce, femme mystérieuse et solitaire, qu'il est absolument convaincu d'avoir déjà rencontrée. Mais où ? Intrigué, il se décide à la suivre partout, dans l'espoir d'en savoir plus, et la surprend notamment à visiter la prison. Mais Rosalie repère le petit manège de Vincent et charge sa nièce Aude, étudiante paresseuse et désœuvrée, de le surveiller à son tour. Celle-ci, flanquée de deux amies fantasques qui s'invitent dans l'aventure, se transforme en commissaire enquêteur. Toutes trois rassemblent les indices, soupçonnent Vincent de desseins malfaisants et échafaudent des théories criminelles, en s'imaginant protagonistes d'une série policière. D'enquête en contre-enquête minutieuses, les personnages ne seront finalement pas ceux qu'on croit, et les vérités de la vie intime de chacun se dévoileront quand les barrières psychologiques réussiront enfin à tomber.

## Personnages
- Rosalie Blum  : vendeuse dans l'épicerie d'une ville de province. Elle vit seule, mène une vie assez régulière : cours de chants, promenades, travail, bar où elle boit parfois. Blonde à lunette, la quarantaine, elle a vécu des moments difficiles, a rompu avec toute sa famille. Elle a fait six ans de prison.
- Vincent : il a hérité du salon de coiffure de son père, dans la même ville. Fils unique, il vit sous la coupe d'une mère "abusive", habite juste en dessous de chez elle. A une relation avec Marianne, mais elle est partie faire un stage à Paris pour plusieurs mois. Il a un chat.
- Aude : nièce de Rosalie, ex-étudiante à la recherche d'interim, elle est en conflit avec ses parents.

## Albums
1. Une impression de déjà-vu (2007)
2. Haut les mains, peau de lapin !  (2008)
3. Au hasard Balthazar ! (2009)

## Récompenses
Tome 3
- Sheriff d'or 2009 de la librairie Esprit BD (Clermont-Ferrand)
- Prix révélation au Festival d'Angoulême 2010

- 2009, Grand Prix RTL de la bande dessinée

## Éditeurs
- Actes Sud : tomes 1 à 3 (première édition des tomes 1 à 3)